# مسیحیت در اروپا و امپراتوری روم
| < ۱%    | ترکیه |
| ۲–۴%    | جمهوری آذربایجان                                                                                         |
|         | |
| ۵–۱۰%   | کوزوو |
| ۱۰–۲۰%  | آلبانی قزاقستان                                                                                          |
| ۲۰–۳۰%  | جمهوری چک                                                                                                |
| ۳۰–۴۰%  | استونی                                                                                                   |
|         | |
| ۵۰–۶۰%  | هلند بوسنی و هرزگوین لتونی مقدونیه                                                                       |
| ۶۰–۷۰%  | فرانسه بلژیک بریتانیا سوئد آلمان                                                                         |
| ۷۰–۸۰%  | لوکزامبورگ بلاروس سوئیس قبرس روسیه مونته‌نگرو اسلوونی اسپانیا                                             |
| ۸۰–۹۰%  | فنلاند اتریش مجارستان بلغارستان ایتالیا دانمارک اوکراین نروژ اسلواکی موناکو یونان گرجستان آندورا لیتوانی |
| ۹۰–۹۵%  | سان مارینو پرتغال لیختن‌اشتاین ایرلند صربستان کرواسی لهستان ایسلند                                        |
| ۹۵–۱۰۰% | مالت مولداوی ارمنستان رومانی واتیکان                                                                     |

بانی انتشار مسیحیت در اروپا، پولس (سنت پل) بود. وی که در ابتدا از مخالفین سرسخت مسیحیان و از مأمورین لایق دربار روم برای آزار مسیحیان به شمار می‌رفت، پس از برخورد فراطبیعی خود با مسیح (در مسیر جاده دمشق) کاملاً متحول گردید. او سپس پیرو مأموریتی که خود عیسی مسیح در همان برخورد ماورایی به او محول نمود به جمع شاگردان مسیح پیوست و سفیر مسیح برای غیر یهودیان گردید.
پولس رساله‌های خود را (نامه‌هایی به اقوام مختلف در شرح چیستی مسیحیت و ارتباط با نخستین کلیساها) بعد از صعود مسیح به آسمان نگاشت. در این نامه‌ها، او عقاید کلی مسیحیت را در مورد فلسفه زندگی، مژده‌های آمدن مسیح پیش از ظهور او (در کتب عهد عتیق)، تفاوت ایمان و شریعت (مجموعه دستورهایی که خداوند برای نخستین بار در زمان موسی پیامبر برای نوع بشر وضع نمود و در کتاب تورات مکتوب است)، آموزه‌های مسیح در مورد محبت و سایر آموزه‌های اخلاقی، خداوند بودن عیسای ناصری (برابری عیسی مسیح با ذات خداوند) و مسائلی از این دست را بیان داشته‌است.
بزرگ‌ترین حادثه‌ای که در قرن چهارم میلادی اتفاق افتاد، موضوع طرفداری کنستانتین امپراتور روم از مسیحیان در سال ۳۱۳ میلادی بود.